# Olhîne, Hornostaiivka
Olhîne (în ucraineană Ольгине) este localitatea de reședință a comunei Olhîne din raionul Hornostaiivka, regiunea Herson, Ucraina.

## Demografie
Componența lingvistică a localității Olhîne
     Ucraineană (93,48%)
     Rusă (5,37%)
     Alte limbi (0,49%)
Conform recensământului din 2001, majoritatea populației localității Olhîne era vorbitoare de ucraineană (93,48%), existând în minoritate și vorbitori de rusă (5,37%).